# IC 76
IC 76은 고래자리에 위치한 나선 은하이다. 태양계에서 약 3억 6천만 광년 떨어져 있다.